# Chipude
Chipude es una localidad de la isla de La Gomera, Canarias, España, situado en la parte alta del municipio de Vallehermoso. 

## Toponimia
Chipude era una voz en lengua guanche cuyo significado, según el cronista portugués Gaspar Fructuoso (1590), es "tierra de palmas". En muchos mapas y censos de población aparece con la denominación de Temocodá, voz también guanche, pero que haría referencia tan sólo a una zona concreta de Chipude. En la actualidad suele identificarse Chipude, con La Fortaleza patrimonio natural de la humanidad. A su lado está El Cercado zona de importante tradición alfarera donde perviven las técnicas precoloniales de elaboración cerámica.

## Historia
La ocupación de las tierras de Valle Gran Rey para el cultivo de caña de azúcar hizo que se roturaran las tierras altas, antes cubiertas de bosque de laurisilva, para el cultivo de granos que abastecieran a la población. También se crean ermitas en Chipude (Ermita de Nuestra Señora de Candelaria, hoy parroquia de la Candelaria) y Arure (Ermita de San Nicolás de Tolentino, erigida en 1515), para la evangelización y aculturación de la población indígena. La ermita de Chipude se erige en parroquia separada de la jurisdicción eclesiástica de Vallehermoso y Alajeró el 25 de noviembre de 1655, siendo sus límites el Lomo de Teguerguenche y el Barranco de Erque. 
A inicios del siglo XIX, la importante riqueza agrícola de Chipude estaba en manos de grandes propietarios acomodados de Vallehermoso. Esto llevó a que tras el decreto de las Cortes de Cádiz del 26 de mayo de 1812 por el cual se creaban los modernos municipios, Arure y Chipude se convirtieran en una nueva jurisdicción municipal, las presiones de los ricos propietarios absentistas de Vallehermoso hicieron incorporar el pago de Chipude a este municipio, mientras que Arure prosigue como municipio independiente hasta que, en 1935, la capital municipal se traslada a La Calera, pasando a denominarse el municipio como Valle Gran Rey. A partir de esos momentos, Chipude comenzó a sufrir un despoblamiento continuo, como muestran el gran número de casas de arquitectura tradicional canaria abandonadas y derruidas.
En 1834, Chipude contaba con 2.055 habitantes. En el año 2000, Chipude abarcando los barrios de El Cercado , Temocodá, La Dama, La Dehesa, Erque, Erquito, Igualero, Pavón y La Rajita (es decir, toda la zona sur del municipio), contaba con 652 habitantes.

## Demografía
| 2000 | 2001 | 2002 | 2003 | 2004 | 2005 | 2006 | 2007 | 2008 | 2009 | 2010 | 2011 | 2012 | 2022 |
| ---- | ---- | ---- | ---- | ---- | ---- | ---- | ---- | ---- | ---- | ---- | ---- | ---- | ---- |
| 652  | 186  | 226  | 253  | 260  | 245  | 237  | 208  | 213  | 206  | 192  | 201  | 199  | 184  |